# Athos Cozzi
Athos Cozzi   (Trieste, 6 de novembre de 1909 - 19 de febrer de 1989) fou un il·lustrador italià.
Athos Cozzi fou un aquarel·lista i il·lustrador que encetà la seva carrera treballant per la revista Il Vittorioso publicada per les autoritats vaticanes. L'any 1939, en plena Guerra Civil Espanyola, es traslladà a Sant Sebastià i dibuixà a la revista infantil Pelayos, destinada als afiliats infantils de La Falange, que es fusionà poc després amb la revista Flecha. Hi il·lustrà sobretot les històries del guionista sabadellenc José María Canellas Casals, que signa sovint els seus textos sota el pseudònim d'Augusto Benjamín. Un cop acabada la guerra civil, s'instal·là a la barcelonina Plaça Reial, on presencià en primera persona la repressió exercida pel bàndol vencedor. Aquest fet el va fer prendre consciència sobre el comportament dels falangistes, de qui havia fet apologia en les publicacions fetes a Sant Sebastià. Durant els anys quaranta, encara a Espanya, treballà per la revista S d'edicions TBO, especialitzada en el western, a continuació pel periòdic Leyendas Infantiles, on dibuixà les aventures de Dick Fulmine (Juan Centella a Espanya), personatge creat pel guionista i dibuixant italià Carlo Cossio, i també per la revista Chicos.
L'any 1948 s'instal·là a Buenos Aires i col·laborà en nombroses publicacions argentines i sobretot a Patoruzito, per la qual reprèn, amb De la Torre al guió, la sèrie Tucho, de canillita a campeón creada per Freixas i Guillermo Ganguillet. L'any 1966 es traslladà a Milà, on treballà en nombrosos còmics, sovint destinats a un públic adult (com Messalina, Al Capone o Bonnie). Allí coneix Alberto Giolitti, que havia fundat un estudi a Roma. Fou llavors quan va canviar de domicili per establir-se a aquesta capital. Giolitti esdevé el seu agent artístic i fa publicar les seves històries al Regne Unit i a Alemanya. L'any 1973 va marxar a Buenos Aires sense deixar de col·laborar en les revistes italianes. Ja a principis dels anys vuitanta, va tornar a Roma i dibuixà històries per les revistes Skorpio i Lanciostory. Al llarg de la seva vida, i de manera paral·lela a la seva activitat com a dibuixant de còmics, Athos Cozzi va il·lustrar nombrosos clàssics de la literatura mundial així com contes i relats per edicions destinades al jovent. L'any 1986 s'instal·là definitivament a Barcelona i hi romangué fins a la seva mort. La seva passió pel dibuix li va permetre dedicar-se a la il·lustració fins al darrer dia de la seva vida.